# TEE Rhein-Main - Van Beethoven

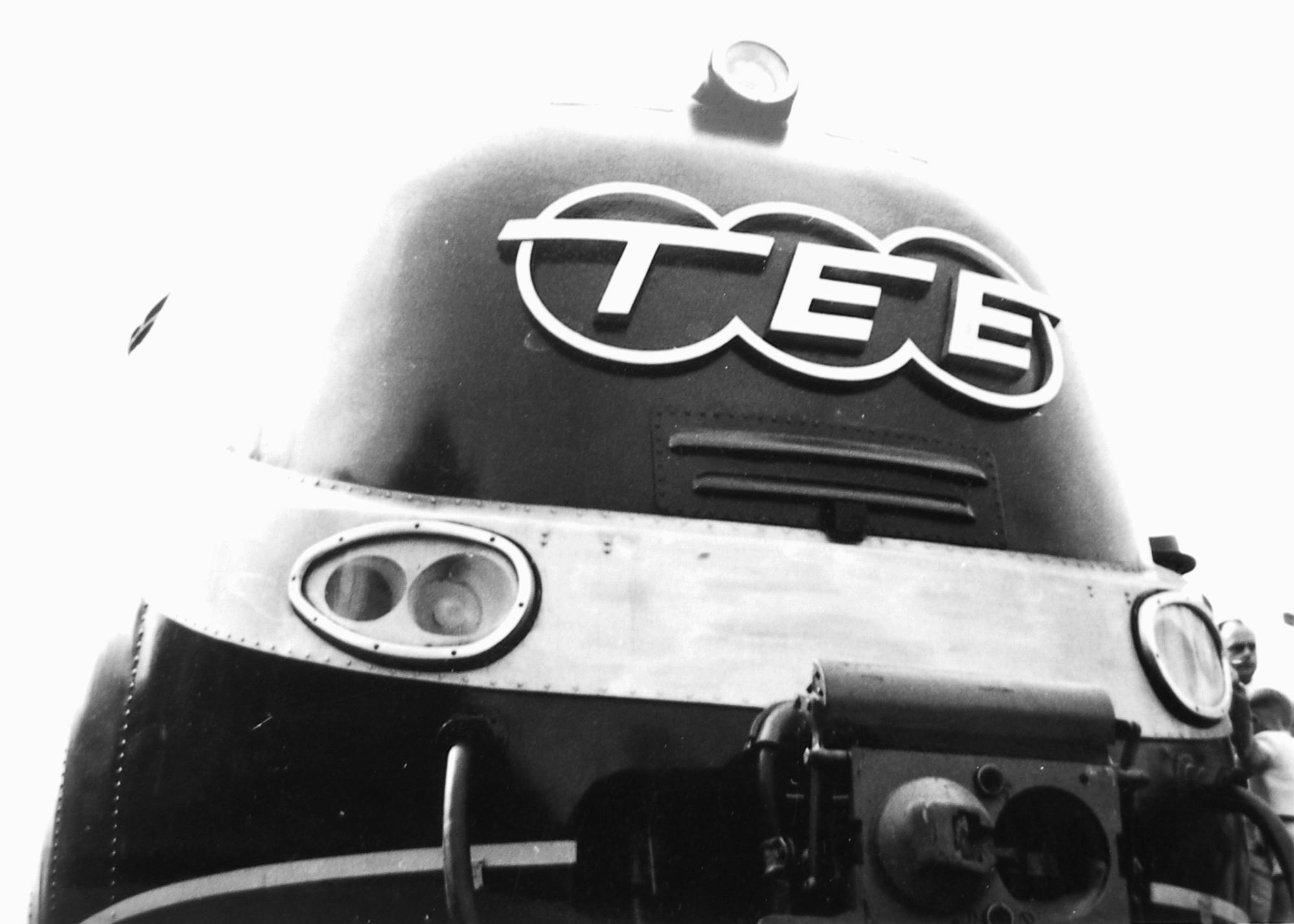
Automotrice diesel de la série VT 11.5 de la Deutsche Bundesbahn.

Le TEE Rhein-Main puis Van Beethoven était un train rapide qui reliait Frankfurt à Amsterdam, de 1957 à 1979. Exploité par la Deutsche Bundesbahn, le TEE Rhein-Main puis Van Beethoven était un Trans-Europ-Express (donc uniquement en première classe) jusqu'à la fin du service d'hiver le 26 mai 1979 puisqu'il cessait définitivement de circuler.
Le nom de ce TEE fait référence à Rhein-Main, au nom allemand du Rhin, fleuve de 1320 km de long, son affluent le Main qui baigne Frankfurt le rejoint à Mainz, puis de Ludwig Van Beethoven compositeur allemand (1770-1827) né à Bonn.

## Parcours et arrêts
- 2 juin 1957 Frankfurt, Mainz, Koblenz, Bonn, Köln, Düsseldorf, Duisburg, Oberhausen, Emmerich, Arnheim, Utrecht, Amesterdam (480,9 km)[1].
- 30 mai 1965 arrêt supprimé : Oberhausen[1].
- 26 septembre 1971 retour limité à Bonn (292,7 km)[1].
- 30 mai 1976 En sens pair, itinéraire Frankfurt-Amsterdam, via Mainz, sans changement (480,9 km)[1]. En sens impair, itinéraire prolongé de Bonn à Nürnberg, et arrêt de Mainz remplacé par Wiesbaden, soit : Amsterdam, Utrecht, Arnheim, Emmerich, Duisburg, Düsseldorf, Köln, Bonn, Koblenz, WIesbaden, Frankfurt, Aschaffenburg, Würzburg, Nürnberg (727,9 km)[1].
- 28 mai 1978 En sens impair, via Wiesbaden terminus reporté à Frankfurt (490,2 km)[1].
- 27 mai 1979 TEE supprimé pour être remplacé par un Intercity de 1ère et 2e classe[1].

## Numérotation
- 2 juin 1957 TEE 31-32[1]
- 28 mai 1967 TEE 35-36[1]
- 23 mai 1971 TEE 22-23[1]
- 28 mai 1972 prend le nom de Van Beethoven[1]

## Matériel
- 2 juin 1957 Rame diesel type VT08 de la DB à titre provisoire jusqu'à la fin de 1957, puis rame diesel TEE DB, VT 11 à 5 ou 6 remorques, 1 jeu[1].
- 28 mai 1967 Voitures TEE de la DB, 2 jeux comprenant : 1 Ap, 1 Av, 1 WR sur Frankfurt-Amsterdam, 2 et 2 Av sur Frankfurt-Emmerich. Par la suite, 3 Av supplémentaires Frankfurt-Bonn du lundi au vendredi. Pour chaque voiture roulement en cascade sur plusieurs jours empruntant différents TEE et IC[1].
- 30 mai 1976 Voitures TEE de la DB, 2 jeux comprenant : 1 Ap, 1 Av, 1 WR, Frankfurt-Amsterdam ; 1 Ap Frankfurt-Emmerich + 3 Av en semaine. Au retour 1 Ap, 1 Av Amsterdam-Nürnberg, 1 Av Amsterdam-Frankfurt ; 1 WR, 1 Ap Emmerich-Frankfurt + 2 Av en semaine ; enfin 1 Av Frankfurt-Nürnberg les samedis et dimanches[1]. Restauration assurée par la DSG[1].